# مبادرة توماس
في الفيزياء، مبادرة توماس هو تصحيح نسبي ينطبق على اللف المغزلي لجسيم أولي أو على دوران جيروسكوب عياني وتربط السرعة الزاوية للف المغزلي لجسيم يتبع مداراً منحنياً بالسرعة الزاوية للحركة المدارية. سميت نسبةً إلى عالم الفيزياء البريطاني لولين توماس.

## وصلات خارجية
- مقالة من موقع Mathpages حول مبادرة توماس (بالإنجليزية)
- اشتقاق بديل ومفصل لمبادرة توماس (روبرت ليتلجون)
- اشتقاق قصير لمبادرة توماس (بالإنجليزية)